# Carla Dunlap-Kaan
Carla Dunlap-Kaan (Newark, Nueva Jersey; 22 de octubre de 1954) es una culturista profesional estadounidense.

## Primeros años y educación
Dunlap nació en octubre de 1954 en la ciudad de Newark, en el estado estadounidense de Nueva Jersey. Empezó a practicar deporte con la gimnasia a los 10 años. Más tarde compitió en natación, tanto de velocidad como sincronizada. Asistió a la Escuela de Bellas Artes y Artes Industriales de Newark con una beca completa, y se licenció en Diseño Publicitario. Ganó la medalla de oro en natación sincronizada en los Campeonatos Nacionales Juveniles de 1977, y una medalla de bronce en el Festival Deportivo Nacional inaugural de 1978.

## Carrera de culturista
En 1979, Dunlap decidió presentarse al concurso de culturismo Best in the World por sugerencia de Steve Wennerstrom. Nunca había entrenado para el culturismo, pero quedó en quinto lugar entre 45 participantes. Comenzó a entrenar seriamente para el culturismo el siguiente mes de marzo, y pronto compitió con éxito en concursos amateur de alto nivel. Ganó los Nacionales del Comité Nacional de Fisicoculturismo en 1981 y 1982. Su año de mayor éxito en la competición fue 1983, cuando ganó tres concursos profesionales, incluido el de Ms. Olympia (había perdido el año anterior por solo dos puntos contra Rachel McLish). Además de sus logros individuales, Dunlap ganó el título mundial de parejas mixtas profesionales en 1984 y 1988 con Tony Pearson. Dunlap es la única culturista femenina que ha competido en las décadas de 1970, 1980 y 1990. En enero de 1999, Dunlap fue incluida en el Salón de la Fama de la IFBB. En junio de 2009, fue incluida en el Salón de la Fama de la AOBS.
Fuera de los concursos, apareció en los documentales sobre culturismo Women Of Iron (1984, con su compañera Deborah Diana) y Pumping Iron II: The Women (1985). Fue seleccionada por la ABC para representar al culturismo femenino en el concurso Superstars de mujeres en 1984, donde terminó séptima en un grupo de once competidoras. Fue una de las protagonistas de la serie BodyShaping de ESPN de 1990 a 1995. También ha aparecido como comentarista en retransmisiones de culturismo y fitness para la NBC y ESPN.

### Historial competitivo
- 1979 - IFBB Best In The World - 5.º puesto
- 1980 - AAU Ms. America #1 - 1.º puesto
- 1980 - Eastern Cup - 1.º puesto
- 1980 - Ms. Atlantic Shore - 2.º puesto
- 1980 - Bodybuilding Expo I - 1.º puesto
- 1980 - NPC USA Championship - 9.º puesto
- 1980 - NPC Nationals - 3.º puesto
- 1981 - World Games I - 4.º puesto (MW)
- 1981 - NPC USA Championship - 2.º puesto (HW)
- 1981 - NPC Nationals - 1.º puesto (HW and Overall)
- 1981 - Pro World Championship - 4.º puesto
- 1981 - Night of Champions - 1.º puesto
- 1982 - Super Bowl of Bodybuilding I - 1.º puesto
- 1982 - AFWB American Championships - 1.º puesto (HW and Overall)
- 1982 - Swedish Grand Prix - 1.º puesto
- 1982 - NPC USA Championship - 2.º puesto (HW)
- 1982 - NPC Nationals - 1.º puesto (HW and Overall)
- 1982 - IFBB Ms. Olympia - 2.º puesto
- 1982 - Pro World Championship - 1.º puesto
- 1983 - IFBB Ms. Olympia - 1.º puesto
- 1983 - IFBB Caesars World Cup (Grand Prix Las Vegas) - 1.º puesto
- 1984 - Pro World Championship - 2.º puesto
- 1984 - IFBB Ms. Olympia - 4.º puesto
- 1985 - IFBB Ms. Olympia - 4.º puesto
- 1986 - IFBB Ms. Olympia - 9.º puesto
- 1987 - IFBB Ms. Olympia - 12.º puesto
- 1988 - Pro World Championship - 10.º puesto
- 1988 - IFBB Ms. Olympia - 9.º puesto (en un principio quedó décima)
- 1993 - Ms. International - 13.º puesto